# Wessex Poems and Other Verses

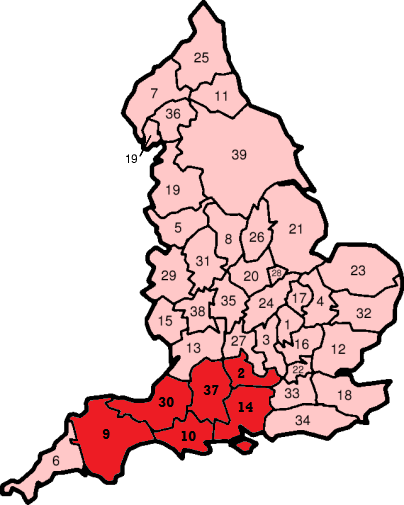
Wessex Thomasa Hardy’ego

Wessex Poems and Other Verses – tom liryków angielskiego poety i prozaika Thomasa Hardy’ego, opublikowany w Nowym Jorku w 1898 nakładem oficyny Harper & Brothers Publishers. W 1908 w wydawnictwie MacMillian ukazało się wznowienie tomiku w jednym wolumenie z cyklem Poems of the Past and the Present. Tytułowy Wessex to fikcyjne hrabstwo w południowej Anglii, miejsce akcji utworów Hardy’ego. Zbiorek zawiera między innymi cykl sonetów She, to Him i napisany tercyną poemat The Burghers. W niektórych miejscach poeta zastosował aliterację: I mark the months in liveries dank and dry; They’ve a way of whispering to me—fellow-wight who yet abide.